# Perkins County (Nebraska)
Perkins County is een county in de Amerikaanse staat Nebraska.
De county heeft een landoppervlakte van 2.287 km² en telt 3.200 inwoners (volkstelling 2000). De hoofdplaats is Grant.

## Bevolkingsontwikkeling

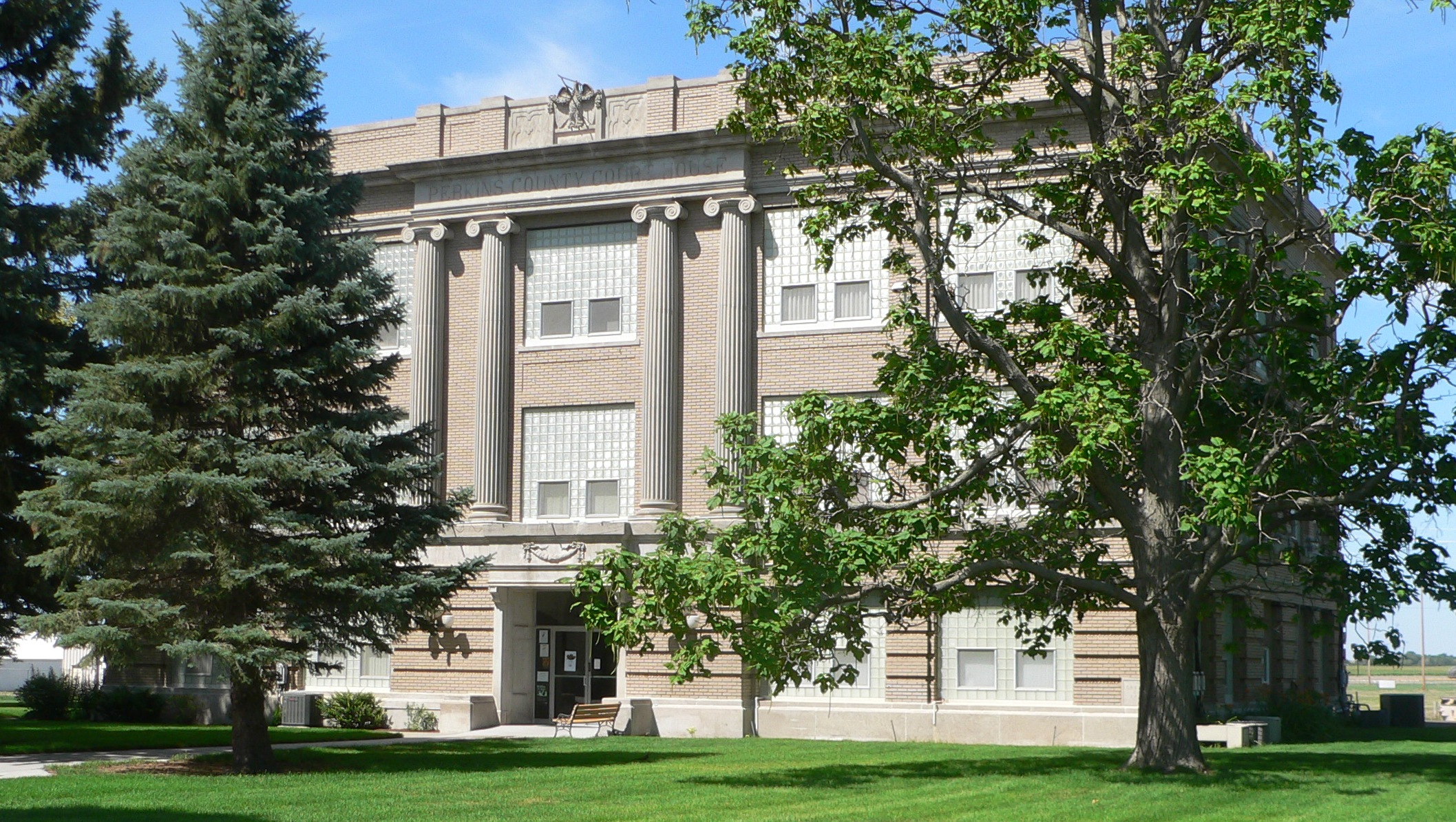
Perkins County Courthouse